# Bisturi

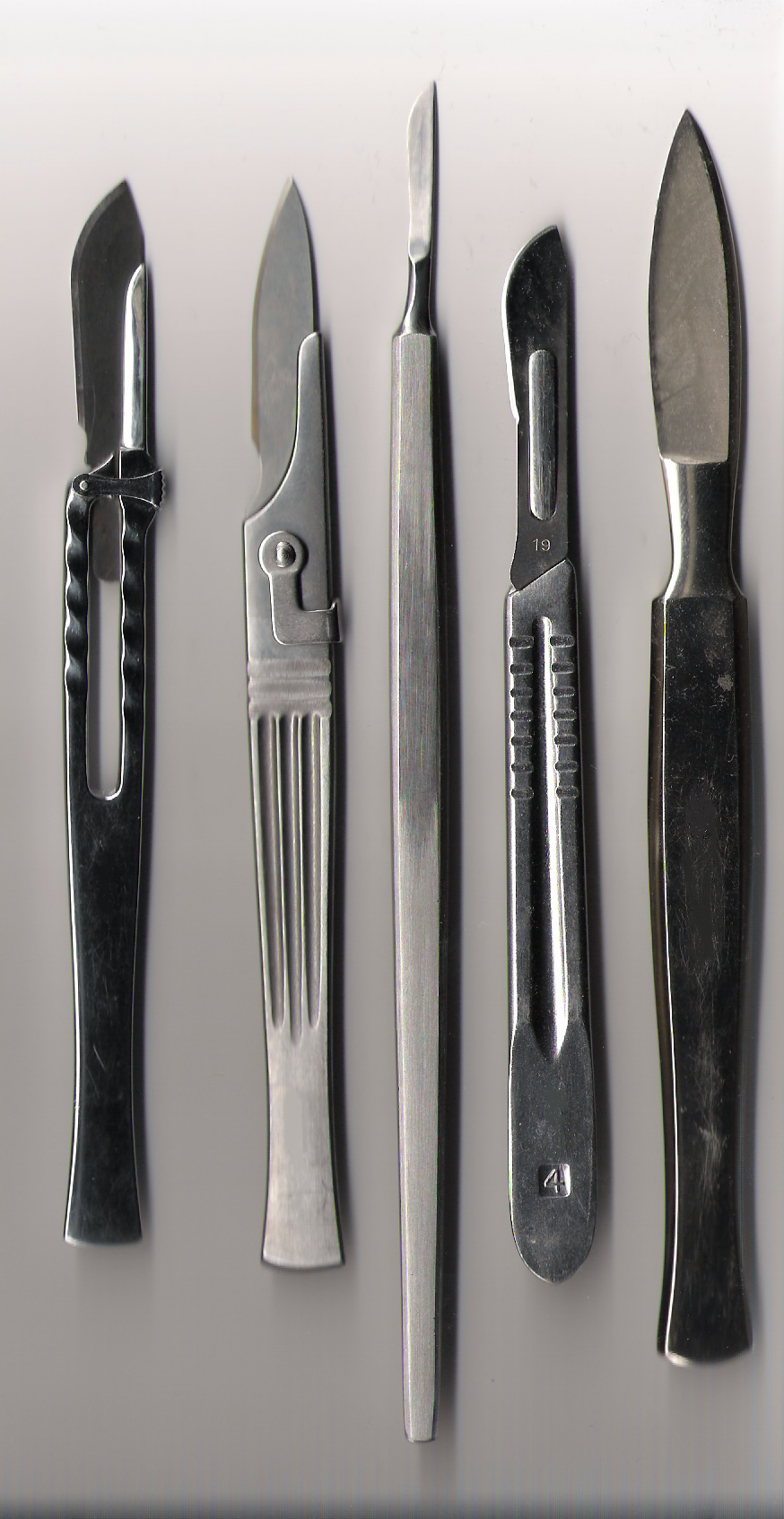
Diversos bisturis

Bisturi é um instrumento cirúrgico, utilizado para fazer incisões, caracterizado por possuir uma lâmina muito afiada.

## Empunhadura
Um bisturi pode ser empunhado como uma caneta, uma faca ou como um arco de violino.

## Cabos
Há diversos tamanhos de cabo, para funções específicas, os tipos mais comumente utilizados na dierese incisional são os de número 3 e 7, sendo este último o mais longo e fino. São preparados para receber uma variedade de tipos de lâminas por meio de sua fenda receptora.

## Lâminas
Em relação aos tipos de lâminas, a lâmina n.º 15 é pequena e utilizada para incisões no músculo-periósteo; a n.º 10 tem formato semelhante à anterior, porém um pouco mais longa e utilizada para incisões maiores na pele; a n.º 11 apresenta ponta bem mais afiada indicada para pequenas incisões como as de abcessos; e a n.º 12 a qual apresenta ponta curva adequada para procedimentos mucogengivais.

### Colocação e remoção da lâmina
Para conectar a lâmina ao cabo é necessária a utilização de um porta-agulha de modo a evitar cortes ao manuseá-la. Segura-se a lâmina em sua extremidade superior com o porta-agulha que possui uma estrutura metálica que assegura apreensão. O cabo é segurado pelo corpo de modo que a face cortante da lâmina fique apontada para cima. A lâmina é deslizada pelo cabo até que haja um estalido. A remoção obedece aos mesmos procedimentos, entretanto o porta-agulha deverá segurar a lâmina em sua porção mais distal e superior levantando-a para desconectá-la e deslizando-a em sentido oposto.